# X-Files - Il film
X-Files - Il film (The X-Files) è un film del 1998 diretto da Rob S. Bowman, tratto dalla omonima serie televisiva. La pellicola segna il debutto sul grande schermo dei personaggi della serie e narrativamente si colloca tra la quinta e la sesta stagione.
In Italia è stato pubblicizzato sul manifesto cinematografico come X-Files - Il film, mentre su quello statunitense come The X-Files: Fight the Future.
Nel 2008 è uscito un altro film basato sulla serie, X-Files - Voglio crederci.

## Trama
Nel 35.000 A.C. in una caverna, nel nord del Texas, un essere mostruoso aggredisce due uomini primitivi. Nel 1998 dei bambini scavano una buca e all'improvviso uno di essi cade in una grotta e trova un teschio umano, dal quale spunta un olio nero che si impadronisce del bambino, facendogli diventare gli occhi neri. I pompieri vengono a soccorrerlo. Nel frattempo gli agenti dell'FBI Fox Mulder e Dana Scully investigano per trovare una bomba in un ufficio federale a Dallas. Mulder trova la bomba in una macchinetta di bibite e subito avverte Scully, che fa evacuare l'edificio. Darius Michaud, agente dell'FBI, prova inutilmente a disinnescare la bomba, che esplode, uccidendo un pompiere e un bambino (mostrati all'inizio del film).
Mulder e Scully sono sotto accusa e nello stesso pomeriggio Mulder incontra un dottore, Alvin Kurtzweil, che gli spiega che le vittime erano già morte e che la bomba serviva per insabbiare il tutto. Mulder e Scully, dopo diverse indagini, si dirigono in Texas ed entrano in una struttura apparentemente vuota, circondata dal granturco. All'improvviso però, spuntano numerose api da cui scappano. Usciti, sono inseguiti da due elicotteri neri a cui sfuggono e tornano a Washington dove Mulder scopre che Scully è stata punta da un'ape e quindi chiama un'ambulanza. Quando essa arriva, il guidatore spara a Mulder e se ne va. Mulder si sveglia in ospedale, sopravvissuto al colpo di pistola, e grazie all'aiuto di due colleghi riesce a scappare.
L'Uomo dalle mani curate gli rivela che Scully si trova in Antartide e gli consegna anche un vaccino per combattere il virus iniettato dall'ape. Mulder si dirige nell'Antartide e scopre un laboratorio sotterraneo segreto dove sono contenuti numerosi alieni e Scully. Mulder le inietta il vaccino e la salva. Essi scappano dallo stabilimento, il laboratorio viene distrutto e spunta una grossa astronave aliena che vola in alto nel cielo. Scully durante il processo, racconta tutto quello che ha visto durante le indagini, ma non viene creduta, e Mulder legge nel giornale che il governo ha insabbiato tutti gli avvenimenti. In Tunisia, l'Uomo che fuma avverte Conrad Strughold che l'Unità X-Files è stata riaperta.

## Produzione
In una scena del film, quando Mulder trova il bagno occupato ed esce nel vicolo per urinare, lo fa davanti alla locandina cinematografica di Independence Day  di Roland Emmerich. È curioso notare come nello stesso film fosse stata citata in una battuta proprio la serie di X-Files.
L'articolo che Mulder legge alla fine del film (dal titolo "Fatal Hanta Virus Outbreak in Northern Texas Reported Contained") è stato scritto da Howard Dimsdale. Il vero Howard Dimsdale era stato l'insegnante di Frank Spotnitz e John Shiban all'American Film Institute, ed era nella "lista nera" durante l'era McCarthy.
Conrad Strughold porta il nome del vero Strughold, uno scienziato nazista che condusse esperimenti sui prigionieri durante la seconda guerra mondiale. Il Governo degli USA portò Strughold negli Stati Uniti dopo la guerra per farlo lavorare sul programma spaziale. Nell'episodio #3X02 Il file da non aprire (3/3) - Paper Clip, Mulder e Scully trovano "tanti fascicoli" alla Strughold Mining Company.

## Distribuzione
Il film fu proiettato in America il 19 giugno 1998 e in Italia il 9 ottobre.

### Edizione Italiana
La direzione del doppiaggio italiano è a cura di Daniela Nobili, su dialoghi di Gianni G. Galassi, per conto de LaBiBi.it. La sonorizzazione, invece, venne affidata alla Fono Roma.

## Colonna sonora
Dalla produzione di questo film è stato creato un album, intitolato The X-Files: The Album.
1. One - 4:40
2. Flower Man - 2:56
3. Walking After You - 4:07
4. Beacon Light - 4:01
5. Invisible Sun - 4:08
6. Deuce - 3:32
7. One More Murder - 4:38
8. More Than This - 5:10
9. Hunter - 3:30
10. 16 Horses - 2:37
11. Crystal Ship - 2:20
12. Black - 4:30
13. Teotihuacan - 7:06
14. The X-Files Theme - 14:15